# Abstoma
Abstoma is een geslacht van schimmels uit de familie van de Lycoperdaceae. De type soort Abstoma purpureum is beschreven en in 1936 geldig gepubliceerd door de Nieuw-Zeelandse mycoloog Gordon Herriot Cunningham.

## Soorten
Volgens Index Fungorum telt het geslacht acht soorten (peildatum januari 2023):
| Soortnaam             | Auteur(s)                         | Publicatiejaar |
| --------------------- | --------------------------------- | -------------- |
| Abstoma fibulaceum    | Sosin                             | 1960           |
| Abstoma laevisporum   | J.E. Wright & V.L. Suárez         | 1990           |
| Abstoma pampeanum     | (Speg.) J.E. Wright & V.L. Suárez | 1990           |
| Abstoma purpureum     | (Lloyd) G. Cunn.                  | 1926           |
| Abstoma reticulatum   | G. Cunn.                          | 1927           |
| Abstoma stuckertii    | (Speg.) J.E. Wright & V.L. Suárez | 1990           |
| Abstoma townei        | (Lloyd) Zeller                    | 1947           |
| Abstoma verrucisporum | J.E. Wright & V.L. Suárez         | 1990           |